# Sucesión al trono de Bélgica
La sucesión al trono de Bélgica ha seguido desde el comienzo de la monarquía en 1831 los principios de primogenitura, siendo solamente candidatos al trono los descendientes varones de Leopoldo I de Bélgica, el primer rey de los belgas. Quedaban excluidos de la línea sucesoria las hijas de los reyes y sus descendientes. 
El 2 de diciembre  de 1991, la ley sálica fue abolida del país, dando lugar a la sucesión a las mujeres y sus descendientes en un grado de igualdad con los hombres, siguiendo, igualmente, la primogenitura y la línea directa. Esta abolición solo funciona para los descendientes legítimos de Alberto II de Bélgica.

## Sucesión según la Constitución
La Constitución belga establece los poderes del rey de los belgas y la sucesión a la Corona. 
Constitución belga, Título III, Capítulo III, Sección 1, artículos 85 a 95:

### Artículo 85
(1) El poder constitucional del Rey son hereditarios en línea directa, natural y legítima de S.M.  Léopold, Georges, Chrétien, Fréderic de Saxe-Cobourg por orden de primogenitura.
(2) Decaerá en sus derechos a la Corona el descendiente aludido en el párrafo 11,que hubiese contraido matrimonio sin consentimiento del Rey o en su defecto, de aquellos que ejerzan sus poderes en los supuestos previstos por la Constitución.
(3) Sin embargo, podrá ser dispensado de tal pérdida por el rey o por aquellos o por aquellos que ejerzan sus poderes, en los supuestos previstos por la Constitución y mediante en consentimiento de las dos Cámaras. 

### Artículo 86
(1) A falta de descendencia de S. M. Léopold, Georges, Chrétien, Fréderic de Saxe-Cobourg, el Rey podrá nombrar su sucesor con el asentimiento de las Cámaras, expresado de la manera prescrita por el artículo 87. 
(2) Si no se hubiese producido nombramiento de acuerdo con el modo anteriormente mencionado quedará vacante el trono.

### Artículo 87
(1) El Rey no podrá al mismo tiempo Jefe de otro Estado sin el asentimiento de las dos Cámaras.
(2)Ninguna de ambas Cámaras podrá deliberar sobre esta cuestión, si no estuviesen presentes al menos dos tercios de los miembros que la integran y la resolución no se aprobará en tanto no reúna al menos los dos tercios de los votos.

### Artículo 88
La persona del Rey es inviolable; sus Ministros son responsables.

### Artículo 89
La ley fijará la lista civil (asignación) del Rey para la duración de cada reinado.

### Artículo 90
(1)A la muerte del Rey, las Cámaras se reunirán sin convocatoria, lo más tarde el décimo día después de la fecha del fallecimiento. Si las Cámaras hubiesen sido disueltas anteriormente y la convocatoria hubiese sido hecha en el documento de disolución para un momento posterior al décimo día, las antiguas cámaras volverán a ejercer sus funciones hasta que se reúnan las que deban sustituirlas. 
(2)A partir de la muerte del Rey y hasta que preste juramento su sucesor al trono o el regente, los poderes constitucionales del Rey se ejercerán en nombre del pueblo belga por los Ministros reunidos en Consejo y bajo su responsabilidad.

### Artículo 91
- Art. 91. (1) El Rey será mayor de edad al cumplir dieciocho años.

(2) No tomará posesión del trono, hasta después de haber prestado solemnemente ante las dos Cámaras reunidas el siguiente juramento:
(3)"Juro observar la Constitución y las leyes del pueblo belga, mantener la independencia nacional y la integridad del territorio".

### Artículo 92
Si a la muerte del Rey, su sucesor fuera menor de edad, las dos Cámaras se reunirán en asamblea conjunta al fin de proveer a la regencia y a la tutela.

### Artículo 93
Si el Rey se encontrase en la imposibilidad de reinar, los Ministros después de haber hecho comprobar tal imposibilidad, convocarán inmediatamente a las Cámaras. Las Cámaras reunidas conjuntamente proveerán a la tutela y a la regencia.

### Artículo 94
(1)La Regencia no podrá conferirse más que a una sola persona.
(2)El Regente no podrá iniciar sus funciones hasta que haya prestado el juramento que prescribe el artículo 91.

### Artículo 95
En caso de quedar vacante el trono, las Cámaras de sesión conjunta proveerán provisionalmente a la regencia, hasta que se reúnan las Cámaras totalmente renovadas. Tal reunión se celebrará dentro de los dos meses siguientes. Las nuevas Cámaras de sesión conjunta cubrirán definitivamente el trono vacante.

La primogenitura de los descendientes de Alberto II fue posible gracias a una disposición transitoria en el Título IX de la Constitución de Bélgica en el año 1991. 

### Título IX (I.)
(1)Las disposiciones del artículo 85 serán de aplicación por primera vez en la descendencia de S.A.R. Alberto, Felix, Humbert, Théodore, Christian, Eugène Marie, Príncipe de Lieja, Príncipe de Bélgica, entendiendo que el matrimonio de S.A.R. la Princesa Astrid, Joséphine, Charlotte, Fabrizia Elisabeth, Paola, María, Princesa de Bélgica, con Lorenzo, Archiduque de Austria se considera que ha tenido el consentimiento previsto en el artículo 85, párrafo 2.
(2)Hasta el momento las disposiciones siguientes continuarán aplicandose.
(3)Los poderes constitucionales del Rey serán hereditarios en la descendencia directa, natural y legítima de S.M. Léopold, Georges, Chrétien, Fréderic de Saxe-Cobourg, de varón en varón por orden de primogenitura y con exclusión perpetua de las mujeres y de su descendencia.
(4)Perderá sus derechos a la Corona el príncipe que contraiga matrimonio sin el consentimiento del Rey o de aquellos que en su defecto ejerzan sus poderes en los supuestos previstos por la Constitución y mediante el asentimiento de las dos Cámaras.
(5)Sin embargo, podrá ser dispensador de tal pérdida por el Rey o por aquellos que ejerzan sus poderes en los supuestos previstos por la Constitución y mediante el consentimiento de las dos Cámaras.

## Línea de sucesión
Actual rey de los belgas: Su Majestad el rey Felipe de los belgas. 
Predecesor: Su Majestad el rey Alberto II de los belgas.  
Heredera: Princesa Isabel, duquesa de Brabante.   
- Herederos a través de Leopoldo I → Felipe, Conde de Flandes → Alberto I → Leopoldo III  → Rey Balduino I → Alberto II → Felipe de Bélgica

- Rey Leopoldo I (1790-1865)
  - Felipe, Conde de Flandes (1837-1905)
    -  Rey Alberto I (1875-1934)
      -  Rey Leopoldo III  (1901-1983)
        -  Rey Balduino I  (1930-1993)
        -  Rey Alberto II  (n. 1934)
          -  Rey Felipe (n. 1960)
            - (1) Princesa Isabel, duquesa de Brabante (n. 2001)
            - (2) Príncipe Gabriel de Bélgica (n. 2003)
            - (3) Príncipe Manuel de Bélgica  (n. 2005)
            - (4) Princesa Leonor de Bélgica (n. 2008)

          - (5) Princesa Astrid de Bélgica (n. 1962)
            - (6) Archiduque Amadeo de Austria-Este (n. 1986)
              - (7) Archiduquesa Ana Astrid de Austria-Este (n. 2016)
              - (8) Archiduque Maximiliano de Austria-Este (n. 2019)
              - (9) Archiduquesa Alix de Austria-Este (n. 2023)

            - (10) Archiduquesa María Laura de Austria-Este (n. 1988)
              - (11) Albert Isvy (n. 2025)

            - (12) Archiduque Joaquín de Austria-Este (n. 1991)
            - (13) Archiduquesa Luisa María de Austria-Este (n. 1995)
            - (14) Archiduquesa Leticia María de Austria-Este (n. 2003)

          - (15) Príncipe Lorenzo de Bélgica (n. 1963)
            - (16) Princesa Luisa de Bélgica (n. 2004)
            - (17) Príncipe Nicolás de Bélgica (n. 2005)
            - (18) Príncipe Emérico de Bélgica (n. 2005)

El príncipe Amadeo (6°) fue brevemente apartado de la sucesión por no casarse con el consentimiento real, cosa que consiguió con el Real Decreto del 12 de noviembre de 2015, volviendo al sexto lugar.

## Príncipe heredero de Bélgica
El príncipe heredero es el primero en la línea de sucesión al trono belga, normalmente, si es el hijo mayor, este obtiene el título de Duque de Brabante. La actual duquesa de Brabante es la princesa Isabel, primogénita del rey Felipe de Bélgica. 
| Período         | Imagen | Príncipe Heredero | Monarca      | Título              | Notas |
| --------------- | ------ | ----------------- | ------------ | ------------------- | --- |
| 1833 - 1834     |        | Luis Felipe       | Leopoldo I   | Duque de Brabante   | Primogénito de su padre, murió antes que él cuando era un bebé.                                                     |
| 1835 - 1865     |        | Leopoldo          | Leopoldo I   | Duque de Brabante   | Segundo hijo de su padre. Lo sucedió como el rey Leopoldo II.                                                       |
| 1865 - 1869     |        | Leopoldo          | Leopoldo II  | Duque de Brabante   | Heredero de su padre hasta su muerte a los nueve años de edad.                                                      |
| 1869 - 1905     |        | Felipe            | Leopoldo II  | Conde de Flandes    | Hermano menor y heredero de Leopoldo II hasta 1905.                                                                 |
| 1905 - 1909     |        | Alberto           | Leopoldo II  |                     | Sucedió a su tío Leopoldo II tras su muerte en 1909 como el rey Alberto I.                                          |
| 1909 - 1934     |        | Leopoldo          | Alberto I    | Duque de Brabante   | Heredó la Corona tras la muerte de su padre Alberto I en 1934 como el rey Leopoldo III.                             |
| 1934 - 1951     |        | Balduino          | Leopoldo III | Duque de Brabante   | Subió al trono con la abdicación de Leopoldo III, como el rey Balduino.                                             |
| 1951 - 1993     |        | Alberto           | Balduino     | Príncipe de Lieja   | Accedió al trono por la muerte sin hijos de su hermano Balduino, con el nombre de Alberto II.                       |
| 1993 - 2013     |        | Felipe            | Alberto II   | Duque de Brabante   | Con la abdicación de su padre en 2013, se convirtió en el rey Felipe.                                               |
| 2013 - presente |        | Isabel            | Felipe       | Duquesa de Brabante | Es la heredera de su padre desde 2013 gracias a la abdicación de su abuelo y la abolición de la ley sálica en 1991. |

- Datos: Q688522